# Illustration 63
Illustration 63  ist der Name einer Fachzeitschrift für die Buchillustration.
Sie dient als Kunstforum und gleichzeitig als Werbemittel für die Buchillustration.

## Geschichte
Im November 1963 gründete der Verleger Curt Visel aus Memmingen zunächst den Verlag Illustration 63, der später in Verlag Curt Visel und schließlich in Edition Curt Visel umbenannt wurde.
Im Mittelpunkt der Verlagsarbeit der Edition Curt Visel steht das künstlerisch gestaltete Buch – eine wenig beachtete und unterschätzte Kunstform.
Mit der Fachzeitschrift, die ebenfalls den Namen Illustration 63 trägt, hat sich Curt Visel zum Ziel gesetzt, die Buchkultur zu dokumentieren und zu fördern. Sie erscheint seit der Verlagsgründung dreimal im Jahr im immer gleichen Gewand.
Die sehr geringe Auflage, die von 100 beim ersten Heft auf 400 ab dem 2. Jahrgang stieg und seit dem 16. Jahrgang bei 700 liegt, bedeutet hohe Produktionskosten pro Einzelexemplar, wenn es entsprechend gut ausgestattet ist. Der recht hohe Heftpreis sollte damit gerechtfertigt werden, dass man als Beigabe vier Originalgrafiken hinzufügte.

## Bedeutung & Wirkung
Durch die Zeitschrift erschloss man den Käuferkreis für illustrierte Bücher: Es waren die Freunde des schönen Buches, Büchersammler, Buchkünstler, Verlage, Antiquare und auch Bibliotheken.
Über die Zeitschrift war es Visel möglich, eine sehr persönliche Bindung aufrechtzuerhalten.
Durch Beiträge und Buchrezensionen wurde der Markt des illustrierten Buches sowie die wissenschaftliche Resonanz genauer beleuchtet.
Illustration 63 fungierte damals und auch heute noch als Nachschlagewerk, Fundgrube und Nachrichtenquelle für alle, die das schön illustrierte Buch lieben.
Da es für illustrierte Bücher und Pressendrucke keine (wenn, dann nur an unprominenter Stelle) Rezensionen in Presse, Hörfunk oder Fernsehen gibt, hat sich Illustration 63 zur erstrangigen Informationsquelle etabliert, wenn es um Neuerscheinungen auf diesem Gebiet geht.
Dies geschieht unter anderem auch über die beiliegenden Prospekte von Verlagen, die Buchkunst in ihrem Programm führen.
Da die Zeitschrift Illustration 63 in der Fachwelt auf sehr positive Reaktionen stieß, erweiterte Curt Visel sein Verlagsprogramm bald durch Künstlermonographien, Originalgraphik-Kalender, Mappenwerke und Sonderdrucke sowie 1973 schließlich die zweite Zeitschrift Graphische Kunst. Beide Zeitschriften schlagen Brücken zwischen Künstlern und Kunstfreunden.
Seit Anfang 2002 ist Jürgen Schweitzer Inhaber der Edition Curt Visel.

## Weitere Werbeorgane für die Buchillustration
Gelegentlich findet man in der Wandelhalle der Bücherfreunde Rezensionen über illustrierte Bücher oder auch im Mitteilungsblatt der Gesellschaft der Bibliophilen sowie in den Marginalien der Pirckheimer-Gesellschaft.
Das Philobiblon der Maximiliangesellschaft erfasst zumindest die meisten Neuerscheinungen bibliographisch.
Für Verlage und Pressedrucker stellen Begleitschriften der bibliophilen Einrichtungen zusammen mit Illustration 63 und auch dem Kompendium zeitgenössischer Handpressendrucke FORUM BOOK ART, von Heinz Bartkowiak aus Hamburg, die einzige Werbemöglichkeit dar.
Die Verlage und Pressen bedienten sich dieser Organe für das schöne Buch, da sie gerade für jüngere Unternehmen, neben der Teilnahme an der Frankfurter Buchmesse oder an Ausstellungen, ergänzend eine wichtige Möglichkeit darstellten, an die Mitgliederadressen der bibliophilen Gesellschaften zu kommen.